# Zapatera
Zapatera (em náuatle: Xomotename) é um vulcão em escudo que forma a ilha Zapatera, localizada no Lago Nicarágua, na Nicarágua.
Conforma, juntamente com 13 ilhéus próximos, o Parque Nacional do Arquipélago de Zapatera, uma das áreas protegidas da Nicarágua.

## História
Possui uma coleção de pinturas rupestres e estátuas datadas de 500 e 1500 anos atrás deixadas pelo povo Náuatle, para quem as ilhas eram um importante local de sacrifício e cemitério.
Em 1850, Zapatera foi descrita como "inabitada" pelo escritor britânico John Baily.